# Ноай, Филипп де
Филипп де Ноай, виконт де Ноай (фр. Philippe, vicomte de Noailles, duc de Mouchy; 27 ноября 1715, Париж — 27 июня 1794, Париж) — герцог де Муши (с 1747 года), принц де Пуа (с 1729 года), герцог де Пуа (с 1767 года), барон д’Амбре, французский маршал (1775 год), основатель младшей линии Ноай-Муши аристократического рода Ноай, испанский гранд 1-го ранга (с 1747 года).

## Биография
Филипп де Ноай был младшим сыном маршала Франции, герцога Адриана-Мориса де Ноайя и Франсуазы д’Обинье, и младшим братом маршала Луи де Ноай.
На военном поприще Филипп отличился во время Войны за Австрийское наследство — в битве при Фонтенуа, во время Семилетней войны — в сражении под Минденом, а также во время многочисленных походов французской армии в Германии. Ему было присвоено звание маршала Франции 30 марта 1775 года — в один день с его старшим братом Луи. Занимался также дипломатической деятельностью, был послом в Испании.
При французском королевском дворе Филипп пользовался влиянием и благосклонностью королевской фамилии. Его супруга, Анн-Клод-Луиза д’Арпажон служила первой фрейлиной королевы Марии-Антуанетты, которая называла мадам д’Арпажон мадам Этикет (Madame Etiquette). Филипп де Ноай имел двух сыновей — Филиппа-Луи-Марка-Антуана де Ноай, принца де Пуа, и Луи-Марка де Ноай, виконта де Ноай. Оба они были депутатами созванного во время Французской революции Конституционного собрания.
Кавалер орденов Святого Духа, Золотого руна, Святого Людовика, Большого креста ордена св. Иоанна Иерусалимского.
Филипп де Ноай и его супруга были казнены в один день (гильотинированы) за месяц до свержения власти робеспьеристов термидорианцами и окончания эпохи Большого террора.